# Tongji (mouvement d'horlogerie)
 (signalé en mai 2025).
Si vous disposez d'ouvrages ou d'articles de référence ou si vous connaissez des sites web de qualité traitant du thème abordé ici, merci de compléter l'article en donnant les références utiles à sa vérifiabilité et en les liant à la section « Notes et références ».
- Archive Wikiwix
- Bing
- Cairn
- DuckDuckGo
- E. Universalis
- Gallica
- Google
- G. Books
- G. News
- G. Scholar
- Persée
- Qwant
- (zh) Baidu
- (ru) Yandex
- (wd) trouver des œuvres sur Wikidata

Pour les articles homonymes, voir Tongji.
 (janvier 2020).

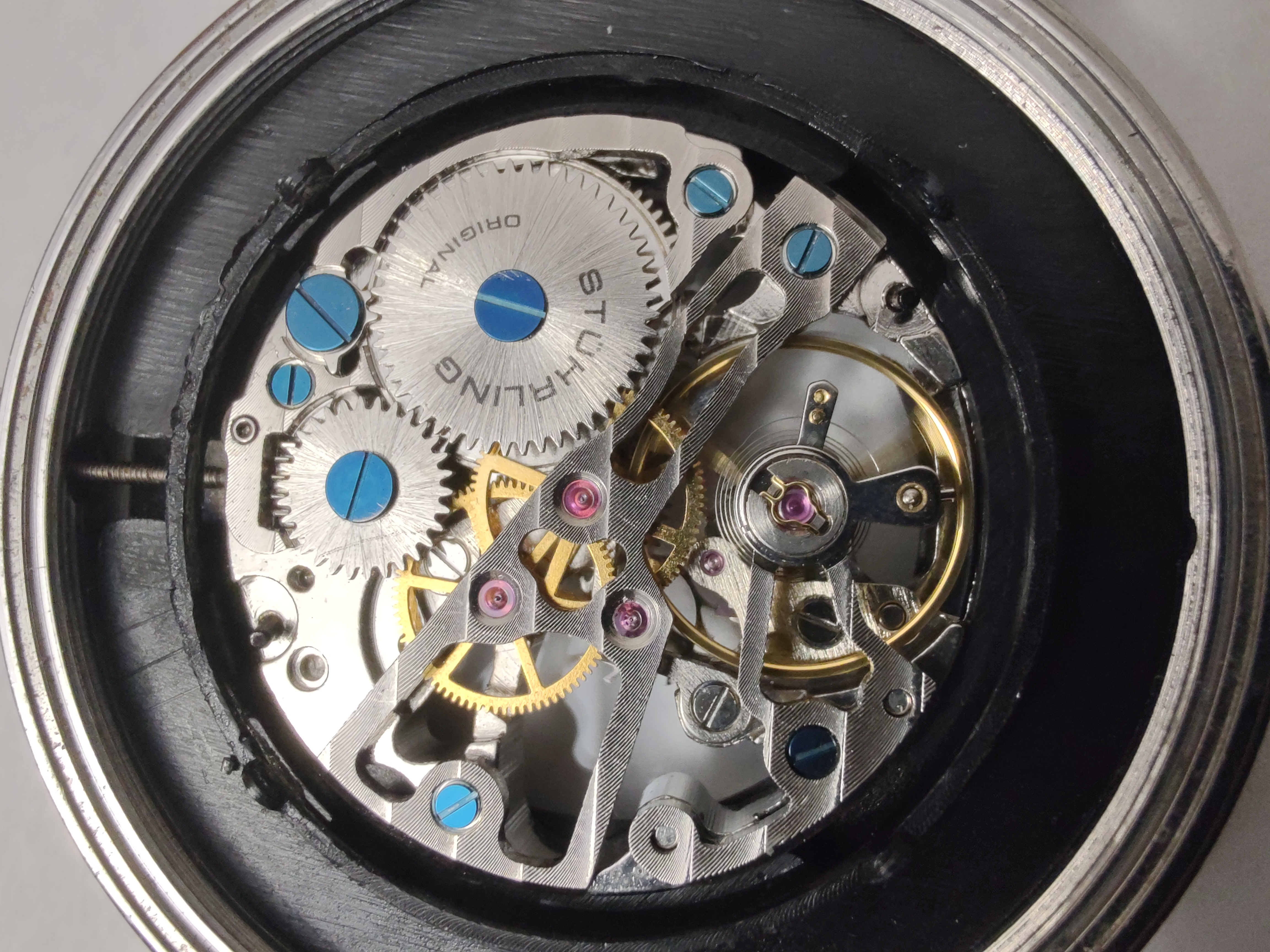
Montre squelette possédant un mouvement de ce type.

Le mouvement Tongji (chinois : 统机, "unifié") ou mouvement standard chinois, un mouvement  d'horlogerie produit en masse en Chine depuis les années 1970.

## Origine
Le mouvement standard chinois est le fruit d'une économie planifiée. En effet, son développement est décidé dans le cadre du quatrième plan quinquennal chinois. 